# Илдефонс Паулер
Илдефонс Паулер (на немски: Ildefons Pauler) е шестдесет и третият Велик магистър на Тевтонския орден.